# 22P/Копффа
Комета Копффа (22P/Kopff) — короткопериодическая комета из семейства Юпитера, которая была открыта 23 августа 1906 года немецким астрономом Августом Копффом в Гейдельбергской обсерватории. Он описал её как объект 11,0 m звёздной величины. Комета обладает довольно коротким периодом обращения вокруг Солнца — чуть более 6,4 года.

Орбита кометы Копффа и её положение в Солнечной системе

## История наблюдений
| Перигелий в различные эпохи |                   |
| Эпоха                       | Перигелий (а. е.) |
| 1906                        | 1,70              |
| 1944                        | 1,49              |
| 1957                        | 1,52              |
| 1990                        | 1,58              |
| 2027                        | 1,32              |
| 2039                        | 1,19              |

После своего открытия комета наблюдалась достаточно долго, чтобы рассчитать её орбиту и установить дату следующего возвращения, но из-за неблагоприятных условий видимости наблюдать её в 1912—1913 годах не удалось. Зато её удалось обнаружить в 1919 году. Положение кометы указывало на необходимость корректировки расчётов орбиты всего на — 3 суток. Во все последующие возвращения комета наблюдалась постоянно.
Обычно яркость кометы не превышала 10,5 m, но при возвращении 1945 года достигла 8,5 m. Причиной тому являлось сближение с Юпитером в 1943 году, которое приблизило к перигелий к Солнцу и сократило период обращения. Возвращение 1951 года тоже было необычным: на момент восстановления 12 апреля яркость кометы была на три величины слабее расчётной и оставалась на этом уровне в течение нескольких последующих месяцев. Однако в конце октября во время прохождения перигелия её яркость внезапно увеличилась на две величины до значения 10,5 m. Очередное сближение с Юпитером в 1954 году на этот раз несколько отодвинуло перигелий дальше от Солнца и сильно развернуло орбиту. Тем не менее расчёты астрономов оказались достаточно точными, чтобы 25 июня 1958 года обнаружить комету всего в 3 угловых минутах от предсказанного места.
Возвращение 1996 года с точки зрения условий наблюдения было одним из самых удачных. Комета была восстановлена ещё 30 ноября 1994 года в виде объекта магнитудой 22,8 m, а пройдя точку перигелия 8 июля приблизилась к Земле на рекордные 0,5651 а. е., достигнув небывалой для себя яркости в 7,0 m звёздных величин.

## Сближение с планетами
В XX веке комета испытала целых шесть сближений с Землёй и два тесных сближения с Юпитером. В XXI веке сближение с Землёй ожидается ещё трижды и дважды с Юпитером.
- 0,70 а. е. от Земли 10 июля 1919 года;
- 0,86 а. е. от Земли 7 июня 1932 года;
- 0,57 а. е. от Юпитера 8 марта 1943 года;
  - уменьшение расстояния перигелия с 1,68 а. е. до 1,50 а. е.;
  - уменьшение орбитального периода с 6,54 до 6,18 года;
- 0,69 а. е. от Земли 10 июня 1945 года;
- 0,17 а. е. от Юпитера 30 марта 1954 года;
  - увеличение расстояния перигелия с 1,49 а. е. до 1,52 а. е.;
  - увеличение орбитального периода с 6,18 до 6,31 года;
- 0,83 а. е. от Земли 11 августа 1964 года;
- 0,72 а. е. от Земли 11 июня 1983 года;
- 0,57 а. е. от Земли 8 июля 1996 года;
- 0,77 а. е. от Земли 4 августа 2009 года;
- 0,44 а. е. от Юпитера 26 апреля 2026 года;
  - уменьшение расстояния перигелия с 1,55 а. е. до 1,32 а. е.
  - уменьшение орбитального периода с 6,38 до 5,87 лет;
- 0,35 а. е. от Земли 13 июля 2028 года;
- 0,92 а. е. от Земли 31 августа 2034 года;
- 0,67 а. е. от Юпитера 3 марта 2038 года;
  - уменьшение расстояния перигелия с 1,32 а. е. до 1,19 а. е.;
  - уменьшение орбитального периода с 5,87 до 5,59 лет.